# Calamus equestris
Calamus equestris är en enhjärtbladig växtart som beskrevs av Carl Ludwig von Willdenow. Calamus equestris ingår i släktet Calamus och familjen Arecaceae. Inga underarter finns listade i Catalogue of Life.